# Александер Мелвілл Белл
Александер Мелвілл Белл (англ. Alexander Melville Bell; 1 березня 1819 — 7 серпня 1905) — викладач і дослідник фізіологічної фонетики і автор численних робіт з орфоепії і елокуції (виголошення).
Крім того, він також був творцем Видимого мовлення, що використовувалося для того, щоб допомогти глухим навчитися говорити, і був батьком Александера Грема Белла.